# John de Thoresby
John de Thoresby († 6 novembre 1373) est un ecclésiastique anglais devenu Lord grand chancelier et Lord du sceau privé d'Angleterre et évêque de St David's, évêque de Worcester et finalement archevêque d'York.

## Biographie
Il était le fils de Hugh de Thoresby du hameau de Thoresby à Wensleydale, dans le Yorkshire, par Isabel, fille de Sir Thomas Grove of Suffolk. Il a probablement fait ses études à Oxford. Il a servi William Melton, archevêque d'York, et s'est rendu à la cour papale à son service à plusieurs reprises.

### Fonctions ecclésiastiques et étatiques
Avant de devenir archevêque d'York, il a exercé les fonctions suivantes :
- Lord du sceau privé de 1345 à 1347 ;
- Lord grand chancelier de 1349 à 1356 ;
- Évêque de St David's de 1347 à 1349 ;
- Évêque de Worcester de 1349 à 1353.

### Archevêque d'York
L'élection de John comme archevêque de York est unanime et approuvée par le roi Édouard III et par le pape Clément VI, qui le nomme de son propre chef le 16 août 1352, refusant de reconnaître l'élection du chapitre. Au cours de son mandat d'archevêque, le vieux conflit entre les sièges de York et de Cantorbéry fut réglé. 
John a entrepris de nombreux travaux de construction à la cathédrale d'York. Après sa mort (à Cawood, le 6 novembre 1373), il fut enterré devant l'autel de la Vierge dans la chapelle de Notre Dame, le "novum opus chori" qu'il avait construit. 